# Tatsuno
Tatsuno (japanska: たつの市?, Tatsuno-shi) är en stad i Hyōgo prefektur i Japan. Staden grundades 2005 genom en sammanslagning av staden Tatsuno (japanska: 龍野市?, Tatsuno-shi) och kommunerna Ibogawa, Mitsu och Shingū. I samband med sammanslagningen ändrades skrivsättet för stadens namn från kanji till hiragana.